# Comisión Nacional de Investigaciones Espaciales
La Comisión Nacional de Investigaciones Espaciales (CNIE) fue una agencia espacial argentina fundada en el ámbito de la Secretaría de Aeronáutica el 28 de enero de 1960 y que se mantuvo operativa hasta su reemplazo por la actual CONAE en el año 1991.
Durante las tres décadas en la que se mantuvo operativa, la Comisión jugó un rol clave en la historia de la astronáutica en la Argentina, participando en el desarrollo de varios cohetes y en el envío de seres vivos al espacio en el marco del Proyecto BIO. 

## Origen
El presidente Arturo Frondizi creó por decreto la Comisión Nacional de Investigaciones Espaciales el 28 de enero de 1960, dependiente de la Secretaría de Aeronáutica. Su primer presidente fue el ingeniero Teófilo Tabanera. Luego, entre 1963 y 1971, operó el Instituto Civil de Tecnología Espacial.
La CNIE realizó 150 lanzamientos: el último de ellos con un cohete de una etapa, combustible sólido, 46 dm de longitud y 110 kg de masa que alcanzó una altura de 82 km; transportando como pasajero un mono mientras los parámetros de su temperatura corporal y ritmo cardíaco eran transmitidos a la base. Cabe aclarar que el ICTE estaba constituido por jóvenes entre 15 y 30 años. Todos los elementos de su programa fueron siempre de producción nacional.

## Historia

### Lanzamientos tripulados
El 11 de abril de 1967 desde la Escuela de Tropas Aerotransportadas de Córdoba, como parte del Proyecto BIO fue lanzado por el Cohete Yarará, una cápsula con el ratón Belisario, que permaneció 30 minutos en ingravidéz. Fue el primer ser vivo de origen argentino y el cuarto en el mundo en abandonar la atmósfera terrestre y aterrizar sano y salvo de vuelta en la superficie.

### Programa Cóndor
Con el inicio de la dictadura autodenominada «Proceso de Reorganización Nacional» en 1976, se nombró presidente de la Comisión al brigadier Miguel Sánchez Peña.
El golpe de Estado en Argentina de 1976 creó una coyuntura que favoreció al programa pues las Fuerzas Armadas comenzaron a disponer de mejores recursos económicos.

### Fin de la CNIE
Finalmente luego de que se ordenara la cancelación del Programa Cóndor, que hubiera dotado a la Argentina de su propio lanzador satelital; fue creada el 28 de mayo de 1991 la Comisión Nacional de Actividades Espaciales por el gobierno de Carlos Menem, siendo el fin de la CNIE.